# Peñarrubia, Cantabria
Peñarrubia, Cantabria là một đô thị trong tỉnh và cộng đồng tự trị Cantabria, Tây Ban Nha. Đô thị này có diện tích là 54,28 ki-lô-mét vuông, dân số năm 2009 là 366 người với mật độ 6,74 người/km². Đô thị này có cự ly km so với tỉnh lỵ Santander.